# Ashelman Run
Der Ashelman Run ist ein kleiner Fluss im Columbia County im US-Bundesstaat Pennsylvania. Er entspringt 4,5 Kilometer südwestlich des Ricketts Glen State Park. Ab hier fließt er in südöstliche Richtung, wo er nach 750 Meter in den Coles Creek mündet. Die Höhe über dem Meeresspiegel beträgt 314 Meter.